# Jean Carlo Witte
Jean Carlo Witte, mais conhecido simplesmente como Jean (Blumenau, 24 de setembro de 1977), é um ex-futebolista brasileiro que atuava como zagueiro.
Atualmente, Jean é empresário.

## Carreira
Atuou na categoria de base do Blumenau EC e começou sua carreira como jogador profissional no Santos em 1994 com 17 anos. Logo no ano seguinte, foi vice-campeão brasileiro.
Pelo clube conquistou o seu único titulo da carreira no Brasil, a Copa Conmebol de 1998. Jean não atuou no segundo jogo da final, em Rosário, pois havia sido expulso na primeira partida, na Vila Belmiro.
O atleta atuou pelo Santos até o ano 2000, em 136 partidas e marcou seis gols pelo Peixe.
Atuou pelo Bahia e posteriormente, Jean atuou por nove anos no Japão.